# Malia (Griekenland)
Malia (Grieks: Μάλια) is een plaats en voormalige gemeente aan de noordkust van het Griekse eiland Kreta, 34 kilometer ten oosten van de stad Iraklion.
De plaats is vooral bekend als bestemming voor Britse en andere West-Europese chartertoeristen. In de voormalige gemeente Malia liggen onder andere de dorpjes Mohos, Krassi en Stalis. Op korte afstand van Malia liggen de ruïnes van een Minoïsch paleis, dat stamt uit de Bronstijd. Sinds 2025 staat de archeologische site op de Unesco-Werelderfgoedlijst als een van de Minoïsche paleiscentra.
Malia is sinds het begin van de jaren '70 uitgegroeid van een dorpje met één pension tot een van de grootste toeristische plaatsen op Kreta. Er is een groot zandstrand en er zijn volop hotels, restaurants en uitgaansgelegenheden. In de directe omgeving liggen onder meer de Lassithihoogvlakte, Chersonissos, Iraklion en de luchthaven Iraklion.

## Bestuurlijk
Malia maakt sinds 2011 als deelgemeente deel uit van de gemeente Chersonissos.
Akropolis van Athene · Oude stad Corfu · Historisch centrum met klooster van de Heilige Johannes "de Theoloog" en grot van de Apocalyps op het eiland Patmós · Tempel van Apollon Epikourios · Athos · Delos · Delphi · Heiligdom van Asklepios in Epidaurus · Vroeg-christelijke en byzantijnse monumenten in Thessaloniki · Kloosters van Dafni, Osios Loukas en Nea Moni · Meteora · Middeleeuwse stad Rhodos · Archeologisch Mycene en Tiryns · Archeologisch Mystras · Archeologisch Olympia · Pythagoreion en Heraion van Samos · Archeologische site van Aigai · Archeologische site van Philippi · Minoïsche paleiscentra: Knossos, Phaistos, Malia, Zakros, Zominthos, Kydonia